# Scelio fulvipes
Scelio fulvipes is een vliesvleugelig insect uit de familie van de Scelionidae. De wetenschappelijke naam van de soort is voor het eerst geldig gepubliceerd in 1856 door Foerster.